# Paderno Franciacorta
Paderno Franciacorta é uma comuna italiana da região da Lombardia, província de Bréscia, com cerca de 3.382 habitantes. Estende-se por uma área de 5 km², tendo uma densidade populacional de 676 hab/km². Faz fronteira com Castegnato, Passirano, Rodengo-Saiano.

## Demografia
| Variação demográfica do município entre 1861 e 2011                               |
|                                                                                   |
| Fonte: Istituto Nazionale di Statistica (ISTAT) - Elaboração gráfica da Wikipedia |